# Primus da Igreja Episcopal Escocesa
O Primus da Igreja Episcopal Escocesa, denominado "O Reverendíssimo Primus da Igreja Episcopal Escocesa", é o bispo presidente da Igreja Episcopal Escocesa. O atual Primus é o Reverendíssimo Mark Strange, que se tornou primus em 27 de junho de 2017.
A palavra primus significa literalmente "primeiro" em latim e é cognata ao título episcopal relacionado Primaz.

## Funções
O Primus da Igreja Episcopal Escocesa tem as seguintes tarefas:
- presidir todas as funções litúrgicas provinciais;
- presidir todas as reuniões do Sínodo Geral da Igreja Episcopal Escocesa;
- presidir todas as reuniões do Sínodo Episcopal;
- declarar e executar as resoluções do Sínodo Geral, do Sínodo Episcopal e do Colégio dos Bispos;
- representar a Igreja Episcopal Escocesa em sua relação com todas as outras igrejas da Comunhão Anglicana e outras comunhões;
- para desempenhar as funções e deveres de primus conforme especificado nos cânones da Igreja Episcopal Escocesa;
- corresponder-se em nome da Igreja Episcopal Escocesa com primazes, metropolitas e o secretário-geral do Conselho Consultivo Anglicano.

## História
O primus não tem nenhuma jurisdição metropolitana. As responsabilidades metropolitanas são detidas pelos bispos diocesanos. O último chefe da Igreja Episcopal Escocesa a deter títulos de primaz e metropolitano foi Arthur Rose, Arcebispo de St Andrews, até sua morte em 1704. O último bispo a exercer autoridade metropolitana foi Alexander Rose, Bispo de Edimburgo, até sua morte em 1720.